# Карабахский оросительный канал
Карабахский оросительный канал (азерб. Qarabağ suvarma kanalı), до 2024 года — Верхне-Карабахский оросительный канал (азерб. Yuxarı Qarabağ suvarma kanalı), — крупнейший магистральный оросительный канал Азербайджана, введён в эксплуатацию в 1958 году. Его протяженность составляет 172,4 км. Он берет своё начало из водохранилища Мингячевир и реки Кура.

## Общие сведения
В 1951 году началось проектирование Верхне-Карабахского канала. Канал был запущен в 1958 году.
Верхне-Карабахский канал простирается до реки Аракс вблизи водного узла Бахрамтепе и орошает Карабасскую и Мильскую равнины. Он берёт своё начало из водохранилища Мингячевир и реки Кура. Вода, поступающая из верхней главной установки дамбы на озере, пропускается через туннель длиной 1072 метров и диаметром 4,9 метра, и подается в канал из нижней главной установки.
Длина построенного канала составляет 172,4 км. Верхне-Карабахский канал является вторым по протяженности каналом после Самур-Апшеронского канала (182 км) в Азербайджане. Средняя пропускная сила канала составляет 113 кубометров воды в секунду, а максимальная – 138 кубометров в секунду. Когда уровень воды в реке Аракс опускается, сила составляет только 45 кубических метров воды в секунду в узел Бахрамтепе.
Канал снабжает водой 122 000 гектаров Карабахского региона и Мильской равнины (меньшую часть Муганской равнины). Из них 115 000 гектар посевных площадей. Канал также обеспечивает питьевой водой населённые пункты 9 районов Азербайджана.
Во время интенсивного полива вода передаётся из реки Кура в реку Аракс через Верхне-Карабахский канал, чтобы увеличить количество воды в реке Аракс и орошать равнину Муган. 23 150 гектаров пахотных земель Евлахского района орошаются Верхне-Карабахским каналом. Также вода из канала используется для охлаждения на АзГРЭС (Азербайджанская государственная региональная электростанция). По данным АзГРЭС, когда зимой поля не нуждаются в воде, в канал поступает 65 кубических метров воды в секунду. Горячая вода из системы охлаждения возвращается в канал. Ремонт канала часто мешает работе электростанции.
Поскольку горячая вода, поступающая в канал, создает условия для роста различных растений в канале, площадь поперечного сечения канала уменьшается, изменяются гидравлические параметры и водонепроницаемость канала уменьшается на 20—30%.
До строительства Нагорно-Карабахского канала средняя глубина грунтовых вод в канале и вокруг него (1955) составляла 10-15 м. После запуска канала средняя глубина грунтовых вод составляла 5-6 м, через 5-7 лет — 3,0-3,5 м. В 1962 году средняя глубина залегания грунтовых вод в руслах у Хачынчая составляла уже 1,0-1,5 м.
На канале расположено 119 гидротехнических сооружений и 20 насосных станций. В общей сложности орошается 82 856 га.
15 апреля 2024 года принято решение о реконструкции канала, и канал также переименован в Карабахский оросительный канал.

## Воздействие на окружающую среду
Лишь 8% оросительных каналов страны протяженностью 54 000 км полностью покрыты бетоном. Более 25% воды из них просачивается в грунт. В результате повышается уровень грунтовых вод, подтопление земли и ее заболачивание. Также утечка воды из каналов значительно уменьшает оросительные мощности. Большие утраты от нехватки воды тормозят развитие сельского хозяйства. По данным дирекции Верхне-Карабахского канала, ежесекундно из канала в землю проникает в среднем 13 кубических метров воды. Это означает 410 миллионов кубических потерь воды в год. Эта цифра в 2,2 раза больше, чем на озере Джейранбатан, которое является одним из самых больших водоёмов страны.
С момента существования Верхне-Карабахского канала прошло более 50 лет. За этот период более 20 кубических километров воды, протекавших в канале, просочились в землю. Эта цифра, значительно превышающая размер Мингечевирского водохранилища, даёт четкое представление о том, что недостатки в строительстве магистральных оросительных каналов имеют серьезные последствия.